# Ormosia flaveola
Ormosia flaveola là một loài ruồi trong họ Limoniidae. Chúng phân bố ở miền Tân bắc.